# Tiger Hillarp Persson

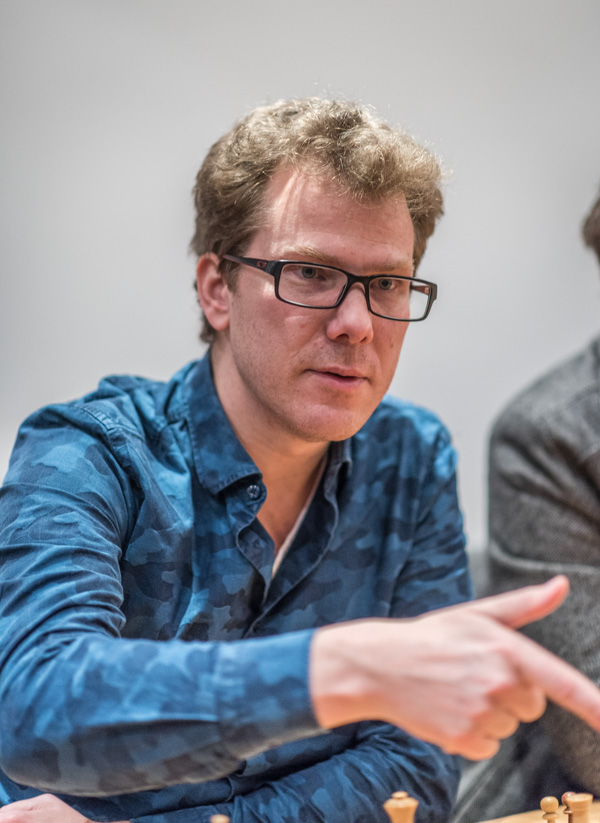
Tiger Hillarp Persson, svensk stormästare i schack.

Tiger Hillarp Persson, född 28 oktober 1970, är en svensk stormästare i schack. 
Hillarp började spela i schackklubb först som trettonåring, men utvecklades snabbt till elitspelare. 1994 fick han sitt genombrott när han sensationellt delade segern i Rilton Open med Jonny Hector och Lars Bo Hansen. 
Tiger vann SM två år i rad, i Stockholm 2007 och i Växjö 2008, och han har representerat det svenska landslaget i såväl schack-OS som Lag-EM. I schackolympiaderna i Elista 1998 och Dresden 2008 tog han individuell bronsmedalj.
Bland Tiger Hillarp Persson internationella turneringsframgångar märks: Segern i Sigeman 2008. Tredjeplatsen i Corus 2009 på samma poäng som Anish Giri. Andraplatsen i Rilton Cup 2014/2015, på samma poäng som segraren Jon-Ludvig Hammer.
Tiger blev femma i Politiken Cup sommaren 2015. 
Den 16–24 juli 2016 spelar han i SM-gruppen som bytt namn till Sverigemästarklassen i samarbete med Erik Penser.
Hillarp Persson gick i grundskola i Malmö på Västra skolan och högstadiet på Dammfriskolan.

## Böcker
- Hillarp Persson, Tiger (2005). Tiger's Modern. Quality Chess. ISBN 978-9197524360.
- Hillarp Persson, Tiger (2014). The Modern Tiger. Quality Chess. ISBN 978-1-907982-83-5.

## Minnesvärda partier
- Tiger Hillarp Persson vs Judit Polgar, Hotel Bali Stars 2003, Nimzo-Indian Defense: Kmoch Variation (E20), 1-0
- Eduardas Rozentalis vs Tiger Hillarp Persson, 12th Sigeman & Co Chess Tournament 2004, French Defense: Rubinstein, Fort Knox Variation (C10), 0-1
- Vladimir Petkov vs Tiger Hillarp Persson, 37th Chess Olympiad 2006, Slav Defense: Modern Line (D11), 0-1
- Peter Heine Nielsen vs Tiger Hillarp Persson, 20:th Politiken Cup 1998, King's Indian Defence: Orthodox Variation, Bayonet Attack (E97), 0-1

## Utmärkelser
Schackgideon 1996, 1998 och 2008.